# Kepler-66
 (juin 2025).
Désignations
Kepler-66 est une naine jaune située dans la constellation du Cygne, à environ 1 202,96 parsecs de la Terre.

## Caractéristiques physiques
Cette étoile est de type spectral G0 V.
Sa température effective est d'environ 5962 K.
Sa masse est estimée à 1,04 fois celle du Soleil.
Son rayon est d'environ 0,97 fois celui du Soleil.
Sa luminosité est d'environ 1,12 fois celle du Soleil.

## Observation
Ses coordonnées célestes sont : ascension droite 19h 35m 55,57s, déclinaison +46° 41′ 15,82″.

## Système planétaire
| Planète     | Masse   | Demi-grand axe (ua) | Période orbitale (jours) | Excentricité | Inclinaison | Rayon   |
| ----------- | ------- | ------------------- | ------------------------ | ------------ | ----------- | ------- |
| Kepler-66 b | 0,03 MJ | 0,14                | 17,82                    | 0,000        | 87,08°      | 0,25 RJ |